# Karsten Polke-Majewski
Karsten Polke-Majewski (geb. um 1972) ist ein deutscher Journalist und Autor. Von Juli 2008 bis Februar 2014 war er stellvertretender Chefredakteur von Zeit Online, seither leitet er das Ressort Investigativ/Daten bei Zeit Online.

## Werdegang
Polke-Majewski absolvierte das Rhein-Wied-Gymnasium Neuwied, wo er neun Schuljahre bis zu seinem Abitur 1991 im selben Jahrgang wie der Rechtspopulist Björn Höcke verbrachte, sechs davon in einer gemeinsamen Lateinklasse. Anschließend studierte er Germanistik, Geschichte und Geographie an der Westfälischen Wilhelms-Universität Münster. Nach einem Volontariat bei der Frankfurter Allgemeinen Zeitung war er als politischer Redakteur für den Online-Dienst faz.net tätig. Zwischenzeitlich führte ihn ein Journalistenstipendium in die Niederlande. Als Alumni war er Teil des German-American Editors Program der Robert Bosch Stiftung. Ab 2003 schrieb Polke-Majewski als freier Journalist u. a. für Die Zeit und die Frankfurter Allgemeine. Ab Juli 2008 war er stellvertretender Chefredakteur bei Zeit Online. Seit Februar 2014 leitet er das Ressort Investigativ/Daten von Zeit Online, wo neben ihm u. a. auch die Journalisten Kai Biermann und Astrid Geisler tätig sind.
Polke-Majewskis Recherchen gemeinsam mit u. a. Lutz Ackermann und Oliver Schröm zu Cum/Ex-Geschäften wurden im Juni 2017 fast zeitgleich crossmedial als Panorama-Sendung der ARD sowie in einem umfangreichen Print-Artikel in der Zeit wie auch bei Zeit Online publiziert. Die Panorama-Sendung wurde mit dem Georg von Holtzbrinck Preis für Wirtschaftspublizistik ausgezeichnet, der Zeit-Artikel u. a. mit dem Helmut-Schmidt-Journalistenpreis. Mit seinem Artikel „Geld zieht Ärzte an“ war er 2016 für den Grimme Online Award nominiert.

## Auszeichnungen
- 2014 Georg von Holtzbrinck Preis für Wirtschaftspublizistik in der Kategorie Online für die Serie „Großstadtärzte“.[10][11]
- 2015 Ernst-Schneider-Preis für die Serie „Tödliche Keime“.[12][13]
- 2016 Deutscher Reporterpreis in der Kategorie Datenjournalismus für „Es brennt in Deutschland“.[14][15]
- 2017 Helmut-Schmidt-Journalistenpreis für „CumEx - der größte Steuerraub der deutschen Geschichte“[7][5]
- 2017 Georg von Holtzbrinck Preis für Wirtschaftspublizistik für „Milliarden aus der Staatskasse: Auf der Spur der Steuerräuber“[6][4]
- 2017 Deutscher Journalistenpreis Wirtschaft | Börse | Finanzen (djp) für „CumEx - der größte Steuerraub der deutschen Geschichte“[16]
- 2017 Medienpreis der Kindernothilfe für „Wer schützt Rana?“[17][18]

## Publikationen
- Streiten hilft: Wie wir unsere Identität und die Demokratie retten. Epubli September 2013, ISBN 978-3-8442-6200-1 (eingeschränkte Vorschau)
- Ungewollt kinderlos. Epubli August 2013, ISBN 978-3-8442-6198-1 (eingeschränkte Vorschau)
- Geboren 2012 – ein Blick in unsere Zukunft. Epubli September 2013, ISBN 978-3-8442-6245-2 (eingeschränkte Vorschau)
- Land in Angst – Kriminalität und Innere Sicherheit in den Niederlanden. Waxmann Verlag 2005, ISBN 978-3-8309-6460-5 (eingeschränkte Vorschau, Rezension im Perlentaucher).